# Rio Boruga (Bârzava)
O Rio Boruga é um rio da Romênia afluente do Rio Bârzava, localizado no distrito de Caraş-Severin.